# Proteuxoa callimera
Proteuxoa callimera là một loài bướm đêm thuộc họ Noctuidae. Nó được tìm thấy ở Nam Úc và Tây Úc.
Ấu trùng được ghi nhận ăn các loài Chenopodiaceae và có thể cả Poaceae dưới lớp cát trắng ở các đụn cát.